# Philippikos Bardanes
Philippikos Bardanes (Filip), (n. secolul al VII-lea d.Hr., Armenia – d. 20 ianuarie 714 d.Hr., Dalmația, Croația) a fost împărat bizantin între 711 - 713. Philippikos era fiul lui Nicefor, de origine armean.

## Biografie
Bardanes a făcut presiuni pentru a ajunge la tron de pe vremea primei răscoale împotriva lui Iustinian II. Când Iustinian a revenit la tron, el a fost exilat la Chersonesos. Acolo a luat numele de Philippikos (Filip), iar cu ajutorul khazarilor, s-a revoltat împotriva lui Iustinian, pe care l-a prins și l-a executat în afara Constantinopolului. În 712, bulgarii au asediat Constantinopolul, Philippikos fiind nevoit să transfere unele trupe din Asia în Balcani. Profitând de situație, Al-Walid I, califul umayyad, a atacat și devastat Anatolia.
În mai 713, trupele din Tracia s-au revoltat. Philippikos a fost orbit pe 3 iunie 713, iar unul dintre cei mai de vază secretari ai săi, Artemius, a devenit împărat sub numele de Anastasiu II. El a fost succedat pentru scurt timp de către secretarul său principal, Artemis. A murit în același an.
1. ↑  Theophanes 1982, p. 79.